# Solfara Montagna
La solfara Montagna o Cozzo Disi o Montagna  è stata una importante miniera di zolfo sita in provincia di Agrigento nei pressi del comune di Comitini.
Aperta tra 1860 e il 1870 è oggi inattiva.